# 安树学
安树学（1943年—），江苏无锡人，中国国防科技工作者。

## 简介
1963年，安树学毕业于无锡无线电工业学校（现已更名为江苏信息职业技术学院），随后就职于中国科学院力学研究所。1967年，工作关系转至国防科委七机部（现为中华人民共和国航天工业部）第二研究院二〇七所。1971年，调任〇六八基地（又名湖南航天管理局）。2008年，退休。

## 著作
- 《沙路问天》，湖南文艺出版社，ISBN-9787540453251